# Grupul sculptural Teodor Murășanu - Pavel Dan
În amintirea scriitorilor turdeni Teodor Murășanu și Pavel Dan s-a ridicat la Turda un grup sculptural, compus din busturile celor doi scriitori de seamă. Ambele sculpturi au fost amplasate în parcul din fața Colegiului Național Mihai Viteazul. 
Bustul lui Teodor Murășanu este opera sculptorului Aurel Terec și a fost dezvelit la 25 octombrie 1995.
Bustul lui Pavel Dan a fost realizat de sculptorul clujean Virgil Fulicea în anul 1970.

## Galerie de imagini

Bustul lui Teodor Murăşanu